# Scorilo

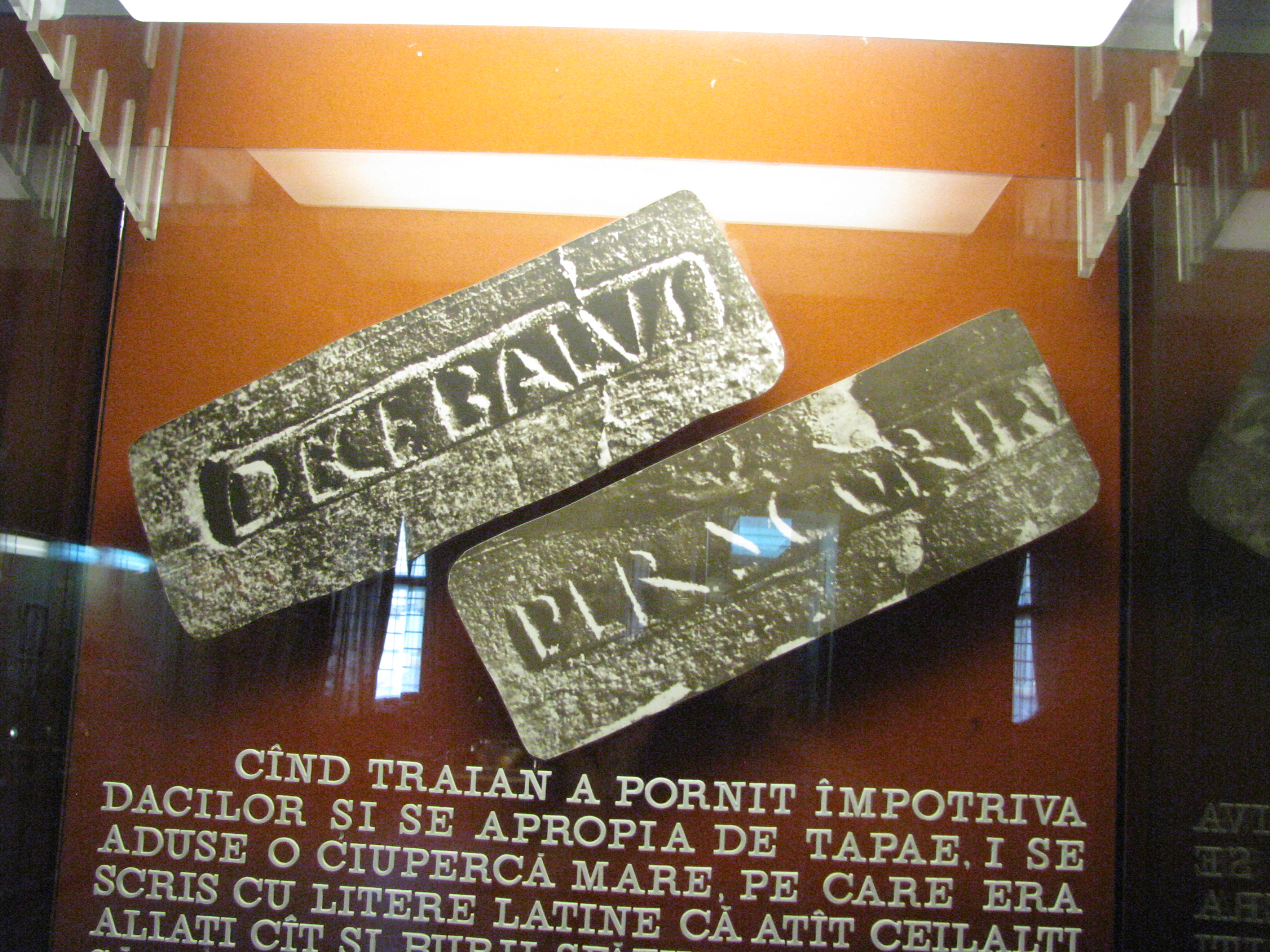
Inscripţia
DECEBALVS PER SCORILO
(Muzeul Național al Unirii din Alba Iulia)

Scorilo a fost rege al dacilor pe timpul când împăratul Octavian (27 î.Hr. - 14 d.Hr.) a început să conducă Imperiul Roman, și a domnit după spusele lui Iordanes, vreme de 40 de ani. A fost predecesor, poate chiar frate al lui Duras-Diurpaneus. Se crede că era tatăl lui Decebal. În timpul lui, dacii voiau să atace Imperiul Roman sfâșiat de războaiele civile de după moartea împăratului Octavianus, dar Scorilo i-a oprit, convingându-i atât prin fapte cât și prin vorbe că greșesc. În prezența poporului, el a pus doi câini, ce reprezentau cele două tabere romane aflate în război civil, să se lupte, apoi le-a arătat un lup, care îi simboliza pe daci. Câinii au renunțat în a se lupta între ei și l-au atacat pe lup. Astfel a reușit să demonstreze dacilor că dacă ei îi vor ataca pe romani, aceștia vor înceta să se războiască între ei, și mai mult, se vor uni împotriva dușmanului din afară.